# Barbu de Hay
Caloramphus hayii
Espèce
Synonymes
- Caloramphus fuliginosus detersus Chasen & Kloss, 1929

Statut de conservation UICN

 NT  : Quasi menacé
Le Barbu de Hay (Caloramphus hayii) est une espèce d'oiseaux de la famille des Megalaimidae.

## Distribution
Cette espèce se rencontre dans le Sud de la Birmanie, dans le Sud de la Thaïlande, en Malaisie péninsulaire et en Indonésie à Sumatra,.

## Taxinomie
Caloramphus fuliginosus hayii a été élevée au rang d'espèce à la suite des travaux de den Tex et Leonard en 2013.